# Irreligiosità in Arabia Saudita
L'Irreligiosità in Arabia Saudita è difficile da misurare in quanto all'interno del paese è illegale lasciare la fede islamica. La maggior parte degli atei in Arabia Saudita hanno la possibilità di comunicare tra loro esclusivamente via internet.
Secondo un sondaggio Gallup, il 19% dei sauditi non sono religiosi e il 5% sono atei convinti.
Nel mese di marzo 2014, il ministero degli interni saudita ha emesso un decreto reale che bolla tutti gli atei come terroristi, in quanto definisce il terrorismo come "favorevole per il pensiero ateo in qualsiasi forma, o per coloro i quali mettono in discussione i fondamenti della religione islamica su cui si basa questo paese".